# Eva Kreisky
Hannelore Eva Kreisky (geb. Zgraja; * 8. September 1944 in Wien; † 14. August 2024) war eine österreichische Rechts- und Politikwissenschaftlerin.

## Leben
Eva Zgraja studierte Versicherungsmathematik und moderne Rechentechniken an der Technischen Hochschule Wien. An der Universität Wien studierte sie Rechtswissenschaften und wurde 1971 promoviert. Ab 1969 absolvierte sie ein Postgraduierten-Studium der Politikwissenschaft am Institut für Höhere Studien in Wien, wo sie von 1972 bis 1978 auch als Assistentin tätig war.
Von 1979 bis 1989 leitete Eva Kreisky am Institut für Höhere Studien die Abteilung Politikwissenschaft. 1986/87 wurde sie für das Fach Politikwissenschaft habilitiert. Von 1989 bis 1993 war sie C3-Professorin für Politikwissenschaft, unter besonderer Berücksichtigung der Frauenforschung, am Otto-Suhr-Institut der Freien Universität Berlin. Ab 1993 war sie Gastprofessorin für Politik der Geschlechterverhältnisse am Institut für Politikwissenschaft der Universität Wien. Von 1995 bis 2012 war sie dort ordentliche Professorin. Ihr Ferienhaus in Mallorca diente Dissertanten als „intellektuelle Begegnungsstätte“.
An der Fakultät für Grund- und Integrativwissenschaften (später umbenannt in Fakultät für Sozialwissenschaften) war sie Prodekanin, Vizedekanin und Vorsitzende der Doktoratsstudienkommission. Ab 2007 war sie Mitglied des Universitätsrates der Universität Innsbruck. Schwerpunkte in der wissenschaftlichen Arbeit Kreiskys waren Bürokratietheorie, Staatstheorie, Feminismus, Politische Theorie und Ideengeschichte.
Im August 2024 starb Eva Kreisky im Alter von 79 Jahren. Sie wurde im Grab ihres Mannes am Wiener Zentralfriedhof bestattet.

## Privates
1971 heiratete Eva Zgraja den Politologen Peter Kreisky, Sohn des von 1970 bis 1983 amtierenden Bundeskanzlers Bruno Kreisky. Mit ihm war sie bis zu dessen Tod 2010 verheiratet. Beide waren in den 1960er-Jahren im Verband Sozialistischer Mittelschüler aktiv.
Aus der Ehe ging der 1978 geborene Sohn Jan hervor.

## Auszeichnungen
- 1999: Gabriele-Possanner-Staatspreis
- 2008: Käthe-Leichter-Staatspreises für Frauenforschung, Geschlechterforschung und Gleichstellung in der Arbeitswelt
- 2011: Wissenschaftspreis der Margaretha Lupac-Stiftung für Parlamentarismus und Demokratie[6]

## Schriften (Auswahl)
- Diskreter Maskulinismus. Kritische Zeitdiagnosen. Herausgegeben von Marion Löffler; mit einem Vorwort von Birgit Sauer, Campus Verlag, Frankfurt 2024, ISBN 978-3-593-52006-3.
- Ver- und Neuformungen des politischen und kulturellen Systems. Zur maskulinen Ethik des Neoliberalismus. In: Kurswechsel. Heft 4/2001, S. 38–50.
- Fragmente zum Verständnis des Geschlechts des Krieges. Vortrag, Wien 9. Dezember 2003.
- Demokratie, Markt und Geschlecht. Die maskuline Welt des Joseph A. Schumpeter. In: Andrei S. Markovits/Sieglinde K. Rosenberger (Hg.): Demokratie. Modus und Telos, Wien-Köln-Weimar, 39–60.
- Marie Jahoda. Eine Laudatio In: L’Homme. Zeitschrift für Feministische Geschichtswissenschaft, 10. Jg., Heft 2/1999.
- „Paradise lost“: Das patriarchale Familienmodell in der Krise?
- Weltwirtschaft als Kampffeld: Aspekte des Zusammenspiels von Globalismus und Maskulinismus In: Österreichische Zeitschrift für Politikwissenschaft (ÖZP) 2001/2, S. 137–160.
- Brüderlichkeit und Solidarität. Maskuline Fahnenworte einer politischen Ethik der Moderne. In: Alberto Godenzi (Hrsg.): Solidarität. Auflösung partikularer Identitäten und Interessen. Reihe Res Socialis, hrsg. von Alberto Godenzi und Marc-Henry Soulet, Bd. 9. Publikationen des Departements Sozialarbeit und Sozialpolitik der Universität Freiburg. Freiburg (Schweiz): Universitätsverlag Freiburg, 1999, S. 29–111.
- Wider verborgene Geschlechtlichkeit. Die maskuline Unterseite politischer Gerechtigkeitsdiskurse Auszug (S. 189–207) aus: Kreisky, Eva, Wider verborgene Geschlechtlichkeit. Die maskuline Unterseite politischer Gerechtigkeitsdiskurse, in: Dornheim, Andreas, Franzen, Winfried, Thumfart, Alexander, Waschkuhn, Arno (Hrsg.), Gerechtigkeit. Interdisziplinäre Grundlagen, Westdeutscher Verlag, Opladen/Wiesbaden 1999, S. 168–207.